# Гензебе Дибаба
Гензебе Дибаба Кенени (оромо: Ganzabee Dibaabaa Qananii; амхарски: ገንዘቤ ዲባባ ቀነኒ; рођена 8. фебруара 1991.) је етиопска атлетичарка, тркачица на средње и дуге стазе. Освајачица је сребрне медаље на Олимпијским играма у Рију 2016. на 1500 метара. Освојила је златну медаљу у овој дисциплини, као и бронзу на 5000 метара на Светском првенству 2015. Гензебе је тренутна светска рекордерка у тркама у дворани на једну миљу, 3000 м и 5000 м.
Осим што је учествовала на свим светским првенствима у атлетици између 2009. и 2017. године, Гензебе се пласирала у финале свих дисциплина у којима је учествовала. Она је петострука светска шампионка у дворани, победила је у трци на 1500 м 2012. године, на 3000 м 2014. и 2016. године, а 2018. је освојила дупли круну на 1500 м/3000 м. Била је веома успешна и као јуниорка. Године 2008, са 17 година, освојила је своју прву титулу на Светском првенству у кросу за узраст до 20 година. Потом је освојила сребрну медаљу на 5000 метара на Светском првенству за исти узраст. Следеће године, Гензебе је додала своју другу титулу у кросу за јуниорке, а 2010. освојила злато на Светском првенству за јуниорке у трци на 5000 метара. На 5000 метара је освојила титулу у Дијамантској лиги 2015. Проглашена је за спортисткињу године Лауреус за 2014. и за најбољу атлетичарку на свету за 2015. годину по избору Светске атлетике.

## Порекло
Гензебе Дибаба је припадница етничке групе Оромо из Арси зоне, која се налази на великој надморској висини у региону Оромиа. Њена старија сестра Тирунеш је прослављена атлетичарка која је освојила многе велике медаље. Друга старија сестра Ејегајеху Дибаба освојила је сребрну медаљу на 10.000 метара на Летњим олимпијским играма 2004. године, а њен брат Дејене је такође атлетичар. Њена тетка је Дерарту Тулу, олимпијска шампионка 1992. и 2000. на 10.000 метара.

## Каријера
Гензебе је освојила јуниорску титулу на Светском првенству у кросу 2008. и 2009. Постала је друга јуниорка икада која је освојила два јуниорска првенства у кросу заредом. 

### 2011–2012
Гензебе је освојила осмо место у трци на 5000 метара на Светском првенству у атлетици 2011. Након овог првенства почела је да се фокусира на 1500 метара – потез који је исплатио значајне дивиденде за њену каријеру.
Почела је 2012. са петом најбржом трком икада на 1500 метара у  дворани, када је победила на митингу у Карлсруеу са 4:00,13 минута. Победила је потом на Светском првенству у дворани 2012. Окренувши се стази на отвореном, Гензебе је трчала рекорд Етиопије на 1500 метара у времену 3:57,77 минута на Златној награди Шангаја. Изабрана је за Олимпијске игре у Лондону 2012, али је због повреде тетиве у последњем кругу трчања испала из такмичења.

### 2013–2014
1. фебруара 2014, у Карлсруеу, Гензебе је трчала 3:55,17 у дисциплини 1500 м, поправивши претходни светски рекорд у дворани за више од 3 секунде. Овај резултат је, у том тренутку, била најбржа трка једне атлетичарке на 1500 м још од 1997. године.
Пет дана касније поправила је светски рекорд у дворани на 3000 метара на 8:16,60. У тој рекордној трци на митингу у Стокхолму, Гензебе је поправила сопствени лични рекорд за више од тридесет секунди и светски рекорд за скоро седам. Само једна трка раније, било на отвореном или у дворани, била је бржа од ове трке. То је било 1993. године за време Кинеских националних игара 1993. године, када су Ванг Ђунксија, Јунксиа Ку и Линли Џанг трчале брже. За само 15 дана Гензебе је оборила свој трећи светски рекорд, и то на трци на две миље у дворани у Бирмингему. Девет минута и 48 стотинки био је њен нови рекорд који је за шест секунди надмашио претходни најбољи резултат Месерет Дефар. 

Са овим рекордима, Гензебе је један од само три спортиста у историји који је оборио три светска рекорда у три различита такмичења у року од 15 дана, придруживши се Јусеину Болту и Џесију Овенсу (који је поставио три светска рекорда и изједначио још један у року од једног сата). Гензебе је једина која је остварила овај подвиг у три различита града и три различита такмичења.

### 2015
Током 2015. Гензебе је променила спонзора за спортску обућу. У фебруару је трчала за Адидас, а у марту у Карлсбаду (Калифорнија, САД) имала је прво званично такмичење у Најки дресу у трци на 5 км на друму, где је за мало пропустила да обори светски рекорд. Промена спонзора повезана је са променом менаџера – након Холанђанина Јоса Херменса, почела је да сарађује са Швеђанином Улфом Салетијем. Промена менаџера се догодила неколико месеци пре промене спонзора. Салети је управо био директор митинкга у Стокхолму где је 19. фебруара 2015. Гензебе истрчала светски рекорд на 5000 метара у дворани у времену 14:18,86.
Гензебе је 17. јула 2015. у Монаку оборила светски рекорд, који се раније сматрао скоро необоривим, истрчала је 1500 метара за 3:50:07.
На Светском првенству у Пекингу освојила је титулу на 1500 м и бронзану медаљу на 5000 м.
Због свих ових подвига, проглашена је за најбољу светску атлетичарку за 2015. годину по избору Светске атлетике.

### 2016
У фебруару 2016. Гензебе је на митингу у Стокхолму претрчала дворанску миљу за 4 минута и 13,31 секунду, оборивши 26-година стар светски рекорд Дојне Мелинте од 4:17,14, који је постављен 1990. године. На стази у Барселони 30. јуна, није успела да заврши трку на 5000 м због повреде. Одвежена је са стазе у инвалидским колицима.
На Олимпијским играма у Рију 2016. Дибаба је била друга у трци на 1500 метара. Победила је Фејт Кипјегон у времену 4:08,92. Гензебе је освојила сребрну медаљу у времену 4:10,27, а треће место је припало Џени Симпсон са 4:10,53.

### 2017
Гензебе је у трци на 2000 м оборила светски рекорд у дворани, али и апсолутни светски рекорд (јер ниједна атлетичарка није трчала брже на отвореном). Она је 7. фебруара 2017. у Сабадељу (Шпанија) истрчала 5:23,75, што је за 6 секунди боље у односу на некадашњу најбржу трку у дворани коју је остварила Габријела Сабо 1998. године. Светски рекорд на отвореном држала је тада Соња О'Саливан са 5:25,36. 
Болест је спречила Гензебе да трчи у уобичајеној форми на Светском првенству у атлетици 2017, где је завршила 12. на 1500 метара.  Потом се повукла са трке на 5000 м.
Од септембра почела је да тренира код Хусеина Шиба и Толера Динка.

### 2018
На ИААФ Светском првенству у дворани 2018. у Бирмингему освојила је титуле на1500 м и на 3000 м.

### 2020–2022
У својој првој трци било које врсте од августа 2019., Гензебе је победила на полумаратону у Валенсији у децембру 2020. са временом 65:18. Био је то тада најбржи полумаратонски деби једне атлетичарке.
Дана 16. октобра 2022., Гензебе је дебитовала у маратону. На Амстердамском маратону заузела је друго место иза Алмаз Ајане. Гензебе је остварила време од 2:18:05, што ју је тада сврстало међу 20 најбољих маратонки на свету свих времена.

## Достигнућа
Све информације преузете са профила Гензебе Дибаба на сајту Светске атлетике.

### Лични рекорди
| Стаза                                | Дисциплина  | Време (минути:секунде.стотинке) | Датум             | Место                           | Напомене       |
| ------------------------------------ | ----------- | ------------------------------- | ----------------- | ------------------------------- | -------------- |
| Атлетска (тартан) стаза на отвореном | 800 метара  | 1:59.37                         | 5. мај 2017       | Доха, Катар                     |                |
| Атлетска (тартан) стаза на отвореном | 1500 метара | 3:50.07                         | 17. јул 2015      | Монако                          |                |
| Атлетска (тартан) стаза на отвореном | Миља        | 4:14.30                         | 6. септембар 2016 | Роверето, Италија               |                |
| Атлетска (тартан) стаза на отвореном | 2000 метара | 5:27.50                         | 17. јун 2014      | Острава, Чешка Република        |                |
| Атлетска (тартан) стаза на отвореном | 3000 метара | 8:21.29                         | 30. јун 2019      | Пало Алто, Калифорнија, САД     |                |
| Атлетска (тартан) стаза на отвореном | 5000 метара | 14:15.41                        | 4. јул 2015       | Париз, Француска                |                |
| Атлетска (тартан) стаза у дворани    | 1000 метара | 2:33.06                         | 24. фебруар 2017  | Мадрид, Шпанија                 |                |
| Атлетска (тартан) стаза у дворани    | 1500 метара | 3:55.17                         | 1. фебруар 2014   | Карлсруе, Немачка               |                |
| Атлетска (тартан) стаза у дворани    | Миле        | 4:13.31                         | 17. фебруар 2016  | Стокхолм, Шведска               | Светски рекорд |
| Атлетска (тартан) стаза у дворани    | 2000 метара | 5:23.75                         | 7. фебруар 2017   | Сабадел, Шпанија                | Светски рекорд |
| Атлетска (тартан) стаза у дворани    | 3000 метара | 8:16.60                         | 6. фебруар 2014   | Стокхолм, Шведска               | Светски рекорд |
| Атлетска (тартан) стаза у дворани    | Две миље    | 9:00.48                         | 15. фебруар 2014  | Бирмингем, Уједињено Краљевство | Светски рекорд |
| Атлетска (тартан) стаза у дворани    | 5000 метара | 14:18.86                        | 19. фебруар 2015  | Стокхолм, Шведска               | Светски рекорд |
| Време (сати:минути:секунде)          |             |                                 |                   |                                 |                |
| На друму                             | Полумаратон | 1:05:18                         | 6. децембар 2020  | Валенсија, Шпанија              |                |
| На друму                             | Маратон     | 2:18:05                         | 16. октобар 2022  | Амстердам, Холандија            |                |

### Међународна такмичења
| Година | Такмичење                               | Место                           | Позиција | Дисциплина              | Резултат | Белешка |
| ------ | --------------------------------------- | ------------------------------- | -------- | ----------------------- | -------- | ------- |
| 2007   | Светско првенство у кросу               | Момбаса, Кенија                 | 5.       | Трка јуниорки (6 км)    | 21:23    |         |
| 2008   | Светско првенство у кросу               | Единбург, Уједињено Краљевство  | 1.       | Трка јуниорки (6 км)    | 19:59    |         |
| 2008   | Светско првенство у атлетици за јуниоре | Бидгошч, Пољска                 | 2.       | 5000 м                  | 16:16.75 |         |
| 2009   | Светско првенство у кросу               | Аман, Јордан                    | 1.       | Трка јуниорки (6 км)    | 20:14    |         |
| 2009   | Афричко првенство за јуниоре            | Бамбу, Маурицијус               | 1.       | 5000 м                  | 16:11.85 |         |
| 2009   | Светско првенство                       | Берлин, Немачка                 | 8.       | 5000 м                  | 15:11.12 |         |
| 2010   | Светско првенство у кросу               | Бидгошч, Пољска                 | 11.      | Трка јуниорки (6 км)    | 19:21    |         |
| 2010   | Светско првенство у атлетици за јуниоре | Монктон, Канада                 | 1.       | 5000 м                  | 15:08.06 |         |
| 2011   | Светско првенство у кросу               | Пунта Умбриа, Шпанија           | 9.       | Трка сениорки (8 км)    | 25:36    |         |
| 2011   | Светско првенство                       | Даегу, Јужна Кореја             | 8.       | 5000 м                  | 15:09.35 |         |
| 2012   | Светско првенство у дворани             | Истанбул, Турска                | 1.       | 1500 м                  | 4:05.78  |         |
| 2012   | Олимпијске игре                         | Лондон, Уједињено Краљевство    | 22.      | 1500 м                  | 4:11.15  |         |
| 2013   | Светско првенство                       | Москва, Русија                  | 7.       | 1500 м                  | 4:05.99  |         |
| 2014   | Светско првенство у дворани             | Сопот (Пољска), Пољска          | 1.       | 3000 м                  | 8:55.04  |         |
| 2014   | Афричко првенство                       | Маракеш, Мароко                 | 2.       | 5000 м                  | 15:42.16 |         |
| 2014   | Континентални куп                       | Маракеш, Мароко                 | 1.       | 3000 м                  | 8:57.53  |         |
| 2015   | Светско првенство                       | Пекинг, Кина                    | 1.       | 1500 м                  | 4:08.09  |         |
| 2015   | Светско првенство                       | Пекинг, Кина                    | 3.       | 5000 м                  | 14:44.14 |         |
| 2016   | Светско првенство у дворани             | Портланд, САД                   | 1.       | 3000 м                  | 8:47.43  |         |
| 2016   | Олимпијске игре                         | Рио де Жанеиро, Бразил          | 2.       | 1500 м                  | 4:10.27  |         |
| 2017   | Светско првенство у кросу               | Кампала, Уганда                 | 2.       | Мешовита штафета (8 км) | 22:30    |         |
| 2017   | Светско првенство                       | Лондон, Уједињено Краљевство    | 12.      | 1500 м                  | 4:06.72  |         |
| 2018   | Светско првенство у дворани             | Бирмингем, Уједињено Краљевство | 1.       | 1500 м                  | 4:05.27  |         |
| 2018   | Светско првенство у дворани             | Бирмингем, Уједињено Краљевство | 1.       | 3000 м                  | 8:45.05  |         |